# Barichneumon procerus
Barichneumon procerus är en stekelart som först beskrevs av Johann Ludwig Christian Gravenhorst 1829.  Barichneumon procerus ingår i släktet Barichneumon och familjen brokparasitsteklar. Inga underarter finns listade.